# Borojoa
Borojoa là một chi thực vật có hoa trong họ Thiến thảo (Rubiaceae).

## Loài
Chi Borojoa gồm các loài: